# KDialog
KDialog è un'applicazione di KDE che consente di visualizzare delle finestre di dialogo a partire da comandi o script per la shell.

## Funzioni principali
- Finestre con messaggi semplici (informazione, avvertimento, errore)
- Popup passivo (etichetta che compare sullo schermo)
- Finestre con messaggi si/no/annulla
- Finestra per visualizzare un file di testo
- Finestre con campi di immissione testuali
- Finestre con menu/caselle combo/lista di oggetti selezionabili
- Finestra per aprire/salvare un file
- Finestre per selezionare una directory
- Finestra per richiedere una password
- Possibilità di spuntare l'opzione "non mostrare più" per una certa finestra
- Finestra con una barra di avanzamento (deve essere utilizzata con DCOP)

## Esempi
Ecco due esempi per chiarire la sintassi utilizzata dal programma. Per la lista completa delle funzioni supportate si può digitare dalla riga di comando kdialog –-help
- Finestra con messaggio (risultato nell'immagine nel box in alto a destra):

```
  
kdialog
 
--msgbox
 
"Ciao Wikipedia"

```

- Piccolo script con una barra di avanzamento. Lo script permette di selezionare una cartella e di convertire in formato bmp (attraverso il comando convert, uno strumento di ImageMagick) tutte le immagini jpg presenti nella cartella.

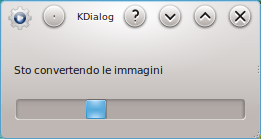
Barra di avanzamento in Kdialog

```
#!/bin/bash

 
cd
 
`
kdialog
 
--getexistingdirectory
 
.
`
                                   
# Scelta della cartella

 
numeroimg
=
`
ls
 
|
 
grep
 
".jpg"
 
-c
`
                                         
# Calcola il numero di immagini presenti

 
conto
=
1

 
passo
=
`
kdialog
 
--progressbar
 
"Sto convertendo le immagini"
 
$numeroimg
`
  
# Crea la barra di avanzamento

 
ls
 
-1
 
*.jpg
 
|

  
while
 
read
 
nome_file

   
do

     
let
 
conto
=
$conto
+1

     
nomeimg
=
`
echo
 
$nome_file
 
|
 
cut
 
-d
 
"."
 
-f1
`
                          
# Separa nome ed estensione 

     
convert
 
$nome_file
 
$nomeimg
.bmp
                                     
# Conversione in bmp

     
inc
=
$((
`
dcop
 
$passo
 
progress
`
 
+
 
1
))

     
dcop
 
$passo
 
setProgress
 
$inc
;
                                       
# La barra avanza

   
done

 
dcop
 
$passo
 
close

```